# Шевердяев, Юрий Николаевич
Ю́рий Никола́евич Шевердя́ев (10 декабря 1909, Москва — 2000, Москва) — советский и российский инженер-архитектор и преподаватель, доктор технических наук, профессор. Заслуженный архитектор РСФСР (1969), почётный член Российской академии архитектуры и строительных наук и Международной Академии архитектуры. Лауреат премии Совета Министров СССР.

## Биография
Родился 10 декабря 1909 года в Москве. Отец — Николай Алексеевич Шевердяев (1872−1952) — русский и советский художник. Учился в ВХУТЕИНе, окончил Московский архитектурный институт в 1931 году; в 1938 году — аспирантуру Всесоюзной академии архитектуры. После окончания института работал в тресте Союзстандартжилстрой в бригадах архитекторов Д. С. Меерсона и Эрнста Мая.
В предвоенные годы начал работать в мастерской академика И. В. Жолтовского, где позднее выполнил проекты Дома Советов в Сталинграде, кинотеатра в Сочи, отделения геолого-географических наук Академии наук СССР. После смерти Жолтовского возглавил объединённую мастерскую центра Москвы — в дальнейшем мастерскую № 14 института «Моспроект-2», которой бессменно руководил около сорока лет.
В 1942−1960 годах преподавал в Московском архитектурном институте. Автор 139 публикаций, в том числе восьми монографий. Среди учеников Шевердяева 3 доктора архитектуры и 23 кандидата наук.
Член Союза архитекторов СССР с 1933 года. Председатель правления Московского отделения Союза архитекторов и Союза архитекторов СССР, член президиума правления Московского отделения Союза архитекторов, член секции общественных зданий Союза архитекторов.
Избирался депутатом Коминтерновского района Москвы. Член партийного комитета института «Моспроект».
Увлекался игрой в теннис, имел первый разряд. Кроме того, увлекался горнолыжным спортом.
Похоронен в Москве на Донском кладбище.

## Постройки
- Жилой дом, совместно с З. М. Розенфельдом (1938—1940, Москва, Большая Дорогомиловская улица, 11)[8];
- Институт горного дела АН СССР (1951; совместно с И. В. Жолтовским)[3];
- Выставочный павильон «Водное хозяйство» на ВДНХ, совместно с П. П. Ревякиным (1952—1954, Москва)[3];
- Зелёный театр в ЦПКиО им Горького (1956—1957)[3];
- Комплекс зданий посольства и торгпредства СССР Кабуле, совместно с Ш. А. Айрапетовым (1959);
- Кинотеатр «Россия», совместно с Э. Гаджинским, Д. Солоповым (1961, Москва, Пушкинская площадь). На базе проекта кинотеатра «Россия» был разработан типовой проект широкоформатного кинотеатра, реализованный позднее во многих городах СССР;
- Центральный дом художника, совместно с Н. П. Сукояном (1965—1979, Москва, Крымский Вал, 10);
- Новый комплекс редакции газеты «Известия» (1965—1985, Москва, Пушкинская площадь);
- Гостиница «Интурист», совместно с В. Л. Воскресенским, А. С. Болтиновым (1970, Москва, Тверская улица, 3), снесена в 2002 году;
- Центральный театр кукол, совместно с А. П. Мелиховым, В. И. Уткиным (1970—1971, Садовая-Самотёчная улица, 3);
- Жилой дом, совместно с А. П. Мелиховым, В. И. Уткиным (1971, Москва, Садовая-Самотёчная улица, 3а);
- Административное здание, совместно с А. Араповым, М. Гороховским (1979, Москва, Брюсов переулок, 11, стр. 1);
- Здание АТС (1980, Всеволожский переулок, 5);
- Новый корпус здания Центрального телеграфа (Международная телексная станция), совместно с В. И. Уткиным, А. П. Мелиховым (1980, Москва, Тверская улица, 7);
- Вестибюль станции метро «Цветной бульвар», совместно с М. Л. Фельдманом (1988, Москва)

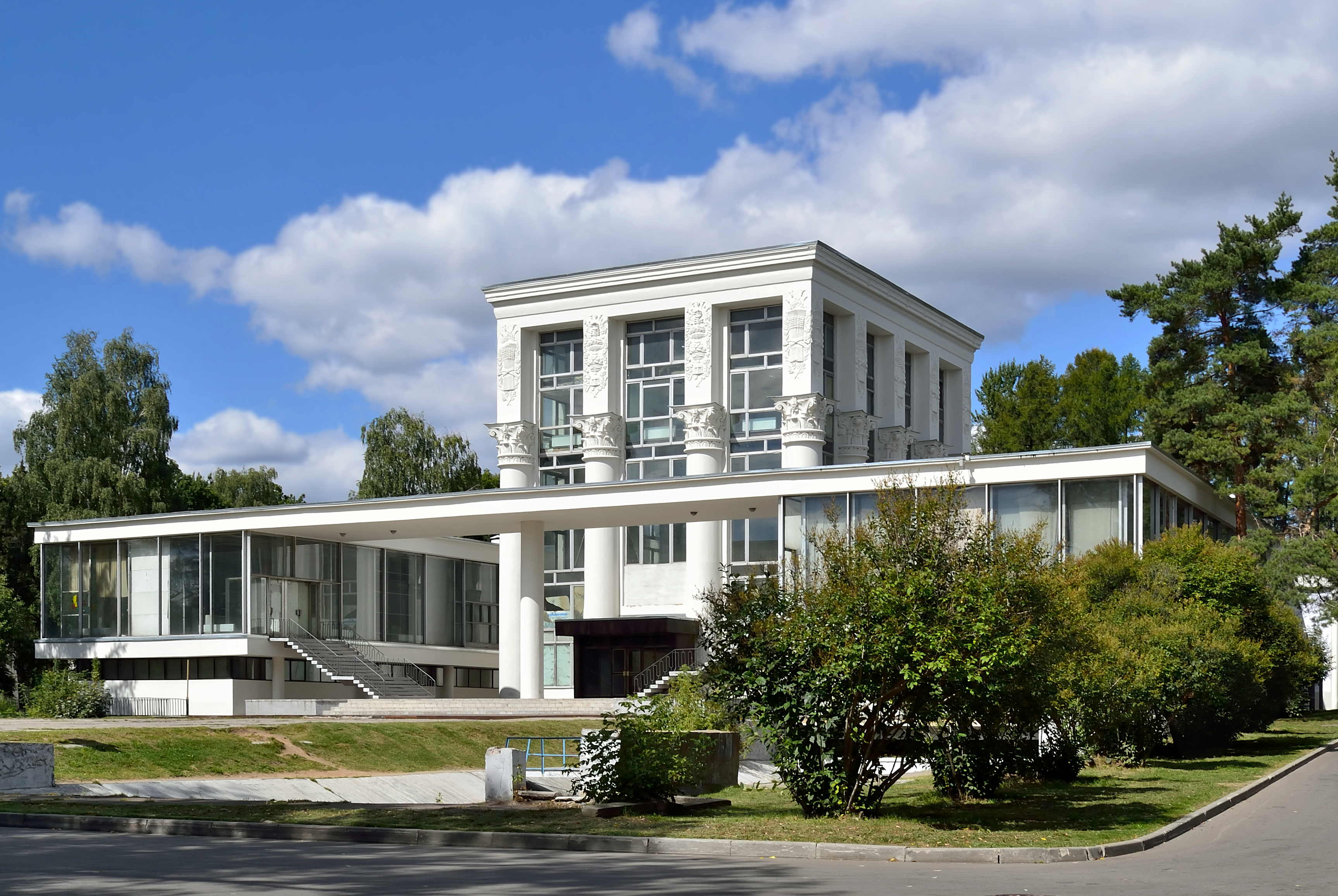
павильон «Водное хозяйство»
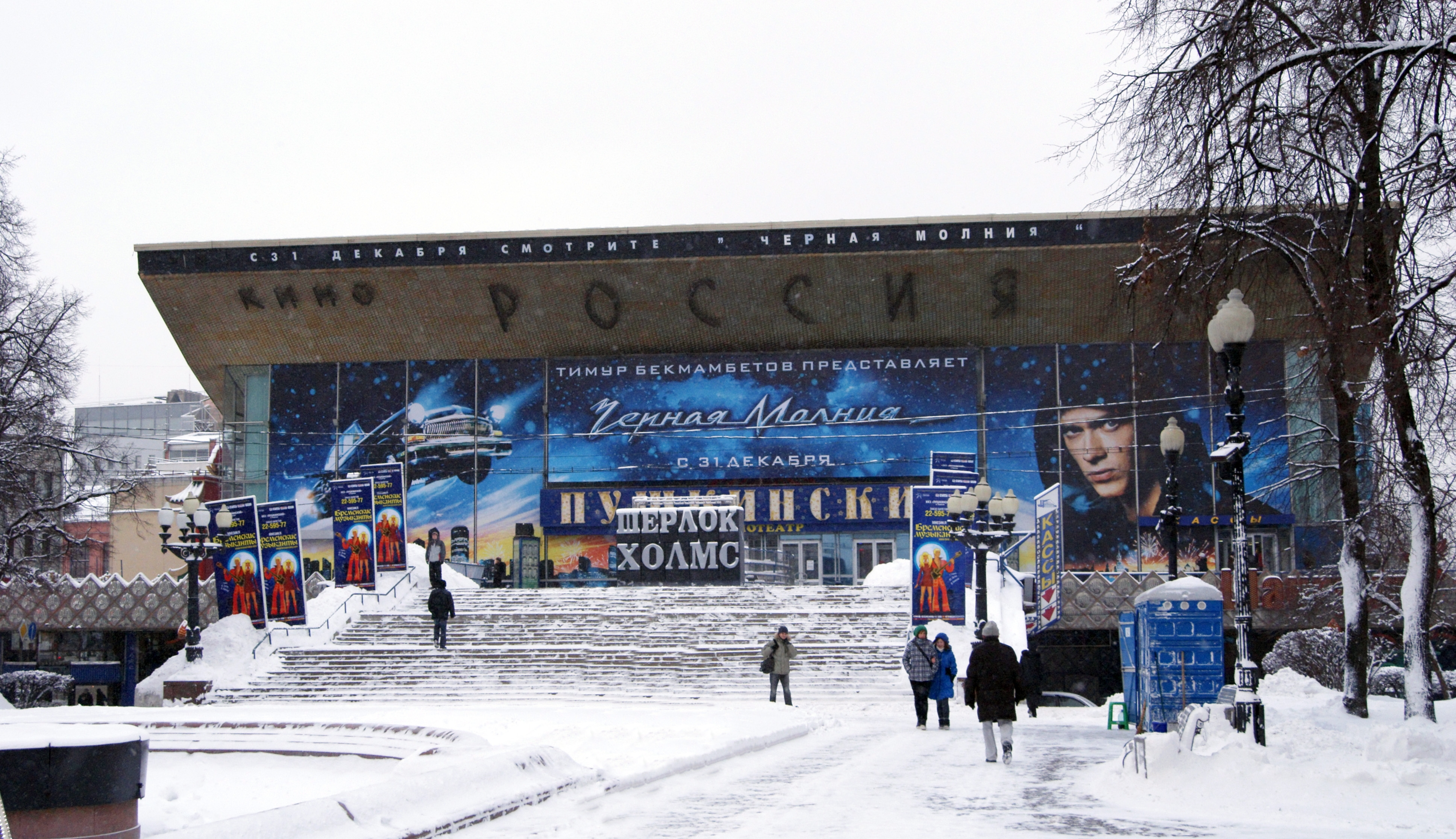
Кинотеатр «Россия»
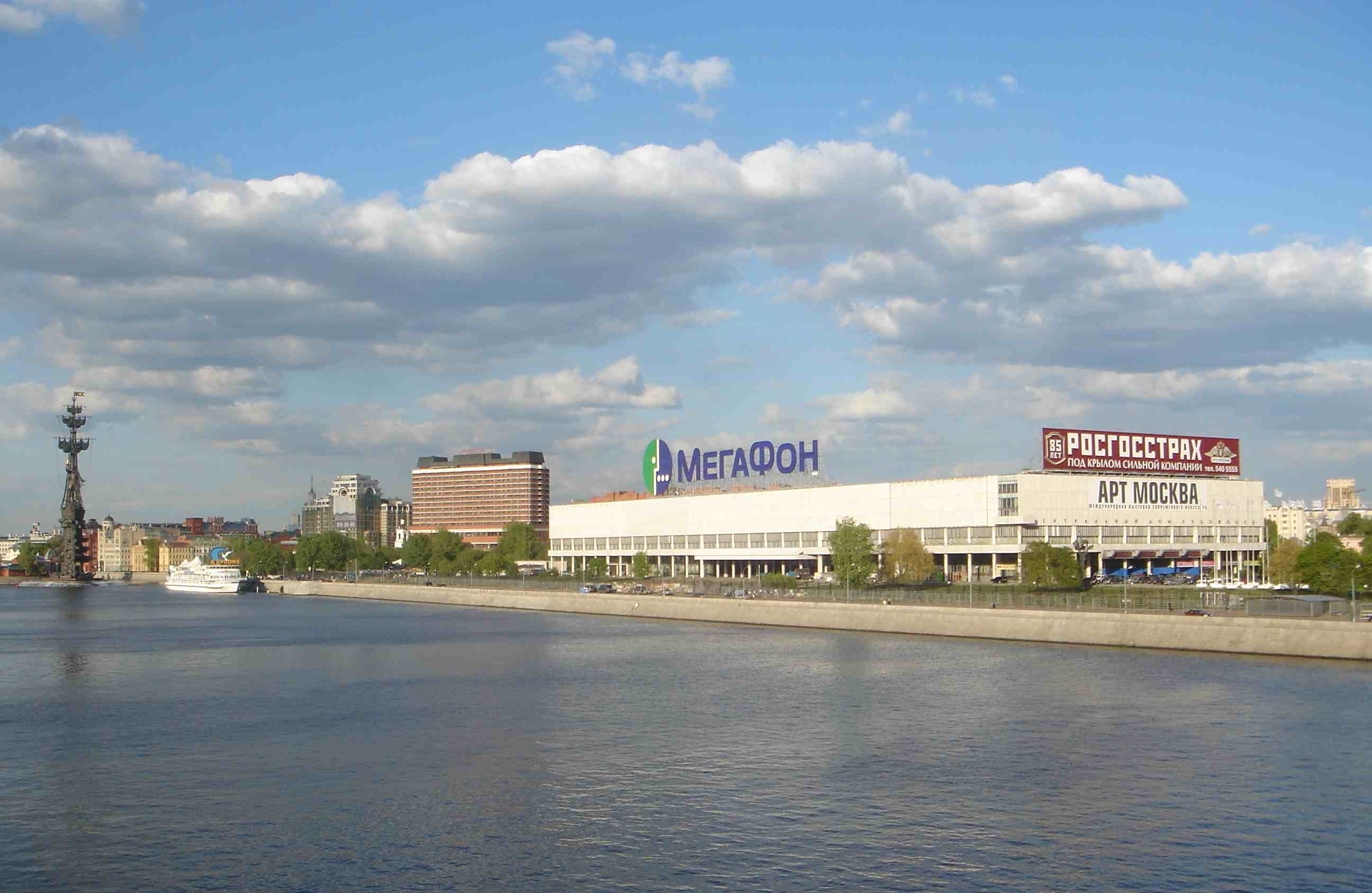
Центральный дом художника
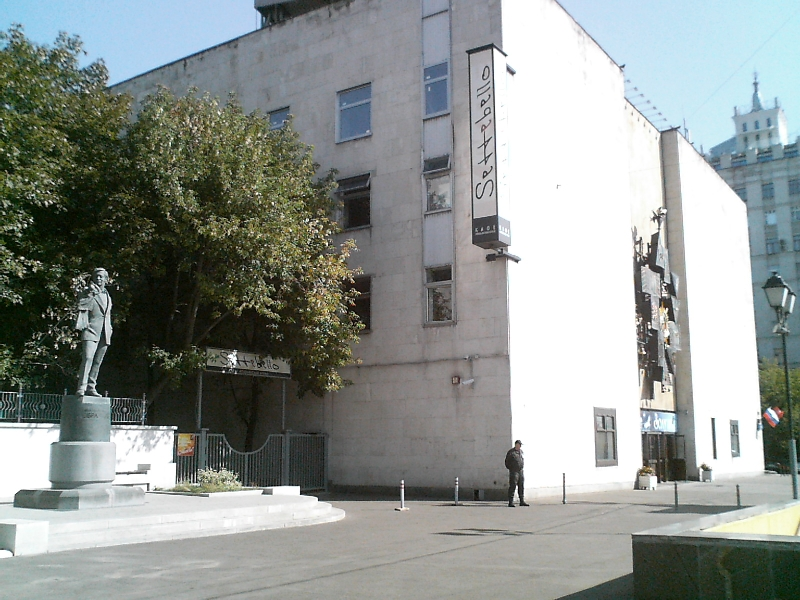
Центральный театр кукол